# Miniatuur (computer)

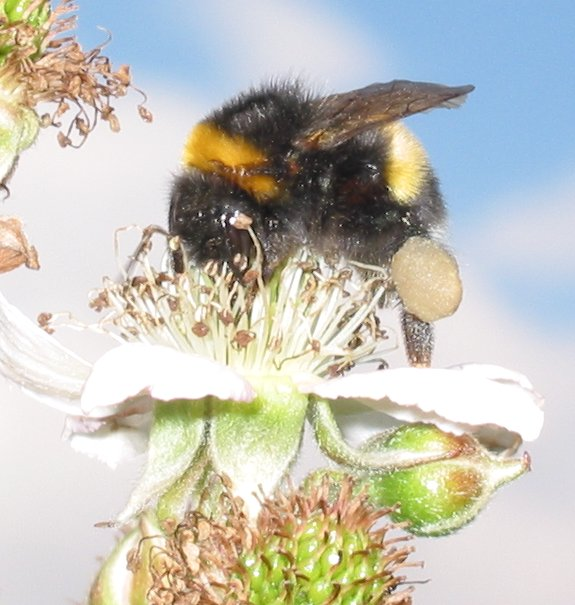
Voorbeeld van een miniatuur (klik op de foto om deze te vergroten)

Een miniatuur (Engels: thumbnail) is een verkleinde afbeelding of foto. Miniaturen worden gebruikt op websites om het dataverkeer laag te houden. Het originele (veel grotere) bestand wordt pas gedownload als de bezoeker op de miniatuur klikt.